# Toir Vohidov
Toir Vohidov (russisch Таир Абдукахарович Вахидов Tair Abdukacharowitsch Wachidow, FIDE-Schreibweise Tair Vahidov; * 11. Dezember 1963 in Samarqand) ist ein usbekischer Schachspieler.
Einmal spielte Vohidov für die Usbekische SSR bei den sowjetischen Mannschaftsmeisterschaften (1985). Er spielte für Usbekistan bei zwei Schacholympiaden: 1996 und 2002. Außerdem nahm er zweimal an der Mannschaftsweltmeisterschaft (1993 und 2001) und an den asiatischen Mannschaftsmeisterschaften (1993, 1999 und 2003) teil.
Bei der usbekischen Einzelmeisterschaft 1993 wurde Vohidov geteilter Zweiter mit Dmitry Kajumov und Raset Ziatdinov.
Im Jahre 1993 wurde Vohidov der Titel Internationaler Meister (IM) verliehen. Der Großmeister-Titel (GM) wurde ihm 2009 verliehen.  Seit 2014 trägt er den Titel eines FIDE-Trainers. Seine höchste Elo-Zahl war 2546 im Januar 2003.
Sein Sohn Jahongir (* 1995) ist auch ein Großmeister.
| Die zur Anzeige dieser Grafik verwendete Erweiterung wurde dauerhaft deaktiviert. Wir arbeiten aktuell daran, diese und weitere betroffene Grafiken auf ein neues Format umzustellen. (Mehr dazu) |